# Friedrich Ludwig (Maler)
Friedrich Ludwig (* 25. Oktober 1895 in Wieslet (Südschwarzwald); † 22. Januar 1970 in Gabersee bei Wasserburg am Inn) war ein deutscher Maler des Expressionismus.

## Leben

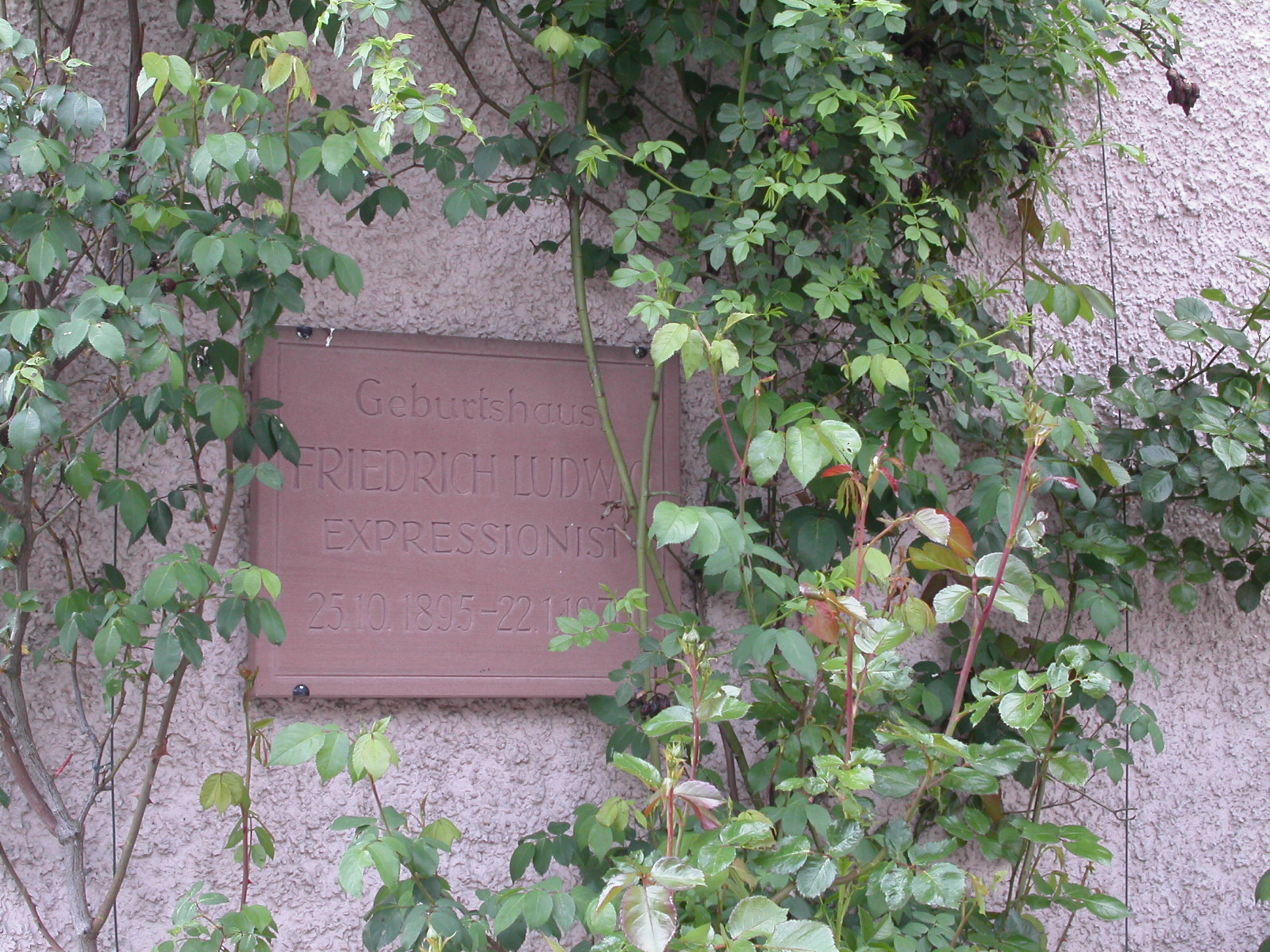
Geburtshaus Friedrich Ludwig

Friedrich Ludwig wird als neuntes von siebzehn Kindern einer Bauernfamilie geboren. Nach dem Besuch der Volksschule und einer Malerlehre arbeitet er von 1913 bis 1917 als Dekorateur in Zürich. Obwohl sozialistisch orientierter Pazifist, meldet er sich 1917 widerwillig zum deutschen Militärdienst.
1920 schließt sich Ludwig dem Badenweiler Kreis, einer Gruppe von Gleichgesinnten wie Annette Kolb, René Schickele, Thomas Mann, Emil Bizer, Julius Meier-Graefe u. a. an.
1922 reist er nach Italien und kommt in Kontakt mit den Arbeiten von Piero della Francesca (1416–1492), die ihn nachhaltig beeindrucken.
Angeregt von seiner ersten Reise, besucht er Italien im Jahre 1924 ein zweites Mal. Es sind jedoch bis heute keine Arbeiten aus dieser Periode entdeckt worden.
Von 1922 bis 1926 absolviert Ludwig eine Ausbildung an der Städelschule in Frankfurt am Main.
1926 wird er an der Akademie Julian in Paris aufgenommen, die nicht nur wegen ihrer Ausbildung berühmt ist, sondern auch dafür, Künstler wie Paul Cézanne, Paul Gauguin, Émile Bernard, Maurice Denis (einer der Gründer der Künstler-Gruppe Les Nabis), Pierre Bonnard, Edouard Vuillard, Aristide Maillol and Achille Laugé entdeckt und gefördert zu haben. Die Zeit von 1928 bis 1930, umgeben und beeinflusst von den Pariser Künstlern, gilt als die kreativste Schaffensperiode Ludwigs.
1931 sucht Ludwig seinen inneren Frieden in Bad Reichenhall. Diese Periode ist gekennzeichnet durch Natur- und Landschaftsbilder. 1934 wurde seine erste offizielle Ausstellung in München durch NS-Gauleiter Adolf Wagner als „undeutsch“ erklärt und verboten: „Wenn das Zeug bis morgen nicht von den Wänden ist, lasse ich es abhängen und mit Benzin übergießen.“
1935 bot die Galerie Neupert in Zürich Ludwig eine Ausstellung seiner Arbeiten an. Er weist ein Angebot zurück, nach dieser erfolgreichen Ausstellung in der Schweiz zu bleiben und reist in der Folgezeit über Bellinzona an die Adria, nach Paris und über Wieslet zurück nach Bad Reichenhall, wo er sich 1940 niederlässt. Hier malt er seine Reihe Die blauen Berge. Nach der Kapitulation Deutschlands 1945 bekommt er von den Amerikanern die Erlaubnis, wieder ohne Restriktionen malen zu dürfen und zieht um nach Berchtesgaden.
Am 27. Dezember 1954 heiratet Ludwig Christel Sprengel, 1955 wird ihr Sohn Michael geboren. 1956 stellt Ludwig zusammen mit der Gruppe Der Blaue Reiter zwei seiner Arbeiten in München aus. Es folgen mehrere umfassende und erfolgreiche Ausstellungen bei der Münchner Galerie Karin Hielscher, sowie mehrere Treffen mit dem Kunstkritiker und -historiker Reinhard Müller-Mehlis. 1959 verlässt ihn seine Frau und zieht mit dem Sohn Michael nach Piding.
1965 stellt er in der Regensburger Galerie aus. Erste Vermutungen über seine angegriffene psychische Verfassung werden von seiner Frau in einem Brief an den Schweizer Kunsthistoriker Werner Müller geäußert. Ludwig scheint zeitweise verwirrt und geistesabwesend zu sein. Am 31. Juli 1968 wird er in die Nervenheilanstalt Gabersee in der Nähe von Wasserburg am Inn eingeliefert. 1969 stirbt sein Sohn Michael im Alter von 13 Jahren durch Selbsttötung. Am 22. Januar 1970 verstirbt Friedrich Ludwig im Krankenhaus von Gabersee. Er wird in Piding neben seinem Sohn beerdigt.

## Werk
In seinen Bildern können ungreifbare Geistwesen aufsteigen. Verkantungen und Brechungen enthalten symbolhaft angedeutete Figuren, Schemen, Gesichter. Angeschnittene, ins Bild ragende Gestalten haben etwas Transitorisches, Unfestes. Wesentlich kompakter sind seine Einzelfiguren. Räumliche Weite und plastische Volumina bildeten für Ludwig den Anlass für eine Vielzahl von Bildern, die in der europäischen Kunst der Zeit nach Cezanne neben den deutschen Expressionisten den eigenen Weg des Einzelgängers bezeugen: eines Koloristen von hohen Graden, dessen Entdeckung nun nachzuholen ist (Reinhard Müller-Mehlis).
„Ludwig war ein geistvoller und überaus beweglicher, echter und begeisterungsfähiger Künstler,“ erinnert sich der Zürcher Kunsthistoriker Werner Y. Müller. „Ein geborener Maler, der nur in Farbenträumen lebte und sich wie ein Kind an dem farbigen Wunder der Dinge immer und immer wieder freute.“
Er wird zu den „Expressionisten der zweiten Generation“ (auch „verlorenen“ oder „vergessenen“ Generation) gezählt. Im Alter gab Ludwig vor, seine Bilder verbrannt zu haben; in der Kunstwelt war er deshalb nahezu vergessen. Sigurd Marien hat 1984 ca. 2000 Ludwig-Bilder wiederentdeckt. Sie wurden von 1999 bis 2012 in wechselnden Ausstellungen in Ludwigs Heimatort Wieslet in einem Friedrich-Ludwig-Museum der Öffentlichkeit präsentiert.